# Auf der Suche nach der Schatzinsel
Auf der Suche nach der Schatzinsel ist eine australische Fernsehserie, in der sich mehrere Charaktere auf die Suche nach Robert Louis Stevensons Schatzinsel begeben.

## Inhalt
Robert Louis Stevenson, der Autor der „Schatzinsel“, liegt im Sterben. Er erzählt seinem Freund Baumann, dass die Insel und der Schatz tatsächlich existieren und vererbt ihm eine Schatzkarte. 100 Jahre später macht sich Paul Raymond, der in den Besitz der Karte gelangt ist, auf die Suche nach der Schatzinsel. Mit an Bord ist der Ururenkel von Stevensons Freund, Karl Baumann, der die Geschichte der Schatzinsel kennt. Das Schiff gelangt in einen Sturm, bei dem Karl über Bord geht und als einziger Überlebender zurückkehrt. Als Pauls Frau Sally erfährt, dass ihr Mann möglicherweise noch am Leben ist, macht sie sich mit den Kindern Jacqui und Mark und mit Karl Baumann und dem Kapitän Escovar auf den Weg, Paul zu finden. Unterwegs nehmen sie Thea an Bord, die hilflos auf einem Floß treibt. Als sie sich der Insel nähern, geraten sie in einen gewaltigen Malstrom.

## Besetzung
| Rollenname       | Schauspieler         | Staffel | Deutsche Synchronisation |
| ---------------- | -------------------- | ------- | ------------------------ |
| Mark Raymond     | Daniel Kellie        | 1–2     | Benny Bossert            |
| Thea Hawkins     | Brittany Byrnes      | 1–2     | Theresa Underberg        |
| Hans Peter       | Scott Swalwell       | 1–2     | Willem Manke             |
| Jacqui Raymond   | Brooke Anderson      | 1–2     | Saskia Weckler           |
| Karl Baumann     | Jan Wachtel          | 1–2     | Jan Wachtel              |
| Dante            | Shane Briant         | 1–2     | Hans Sievers             |
| Danni            | Tanya Lawson         | 1–2     | Celine Fontanges         |
| Raoul            | Enrique Neant        | 1       | Oliver Böttcher          |
| Don Grego        | Jacek Koman          | 1       | Manfred Reddemann        |
| Frau Keller      | Anna Volska          | 1       | Angelika Wockert         |
| Maximilian       | Daniel Guia          | 1       | Martin Lohmann           |
| Mercury          | Bunny Gibson         | 1       | Angela Stresemann        |
| Sally Raymond    | Kim Lewis            | 1–2     | Ela Nitzsche             |
| Paul Raymond     | Scott McGregor       | 1–2     | Marco Kröger             |
| Captain Escovar  | Tiriel Mora          | 1       | Gerhard Marcel           |
| Captain Smith    | Frederick Parslow    | 1–2     | Wolfgang Völz            |
| Officer Jones    | Martin Vaughan       | 1–2     | Rolf Jülich              |
| Maria            | Christie Hayes       | 2       | Eva Michaelis            |
| Antonio          | Tiago Valente Galvao | 2       | Christian Stark          |
| Jim Hawkins      | Julian Dipley-Hall   | 2       | Leonhard Mahlich         |
| Ogvat            | Jeremy Shadlow       | 2       | Michael Weckler          |
| Long John Silver | Chris Baz            | 2       | Holger Mahlich           |
| Mrs. Silver      | June Salter          | 2       | Beate Hasenau            |
| Black Dog        | Bill Young           | 2       | Ben Hecker               |
| Jane Silver      | Xenia Natalenko      | 2       | Christine Pappert        |
| Erzähler         |                      | 1-2     | Friedrich Schoenfelder   |

## Episodenliste
Erste Staffel
| Nr. | Titel                          | Originaltitel              | Buch             | Regie          | Erstausstrahlung (au) | Erstausstrahlung (de) |
| --- | ------------------------------ | -------------------------- | ---------------- | -------------- | --------------------- | --------------------- |
| 01. | Unendlicher Ozean              | The Empty Ocean            | David Phillips   | Howard Rubie   | 17. August 1998       | 27. Oktober 1998      |
| 02. | Gestrandet                     | Shipwrecked                | David Phillips   | Howard Rubie   | 18. August 1998       | 28. Oktober 1998      |
| 03. | Verloren in der Zeit           | Lost in Time               | Robert Loader    | Howard Rubie   | 19. August 1998       | 29. Oktober 1998      |
| 04. | Gefangen                       | No Escape                  | Karen Petersen   | Robert Klenner | 20. August 1998       | 30. Oktober 1998      |
| 05. | Die Braut des Horselords       | Bride of the Horselord     | Judith Colquhoun | Robert Klenner | 24. August 1998       | 2. November 1998      |
| 06. | Die Alten                      | The Old Ones               | Hugh Stuckey     | Howard Rubie   | 25. August 1998       | 3. November 1998      |
| 07. | Spyglass Hill                  | Spyglass Hill              | Jenny Sharp      | Howard Rubie   | 26. August 1998       | 4. November 1998      |
| 08. | Piratengold                    | Pirate Gold                | Jo Horsburgh     | Howard Rubie   | 27. August 1998       | 5. November 1998      |
| 09. | Das Fort der Verdammten        | Fortress of the Damned     | Chris Roache     | Howard Rubie   | 31. August 1998       | 6. November 1998      |
| 10. | Der Feuerberg                  | The Mountains of Fire      | Hugh Stuckey     | Howard Rubie   | 1. September 1998     | 9. November 1998      |
| 11. | Dantes Höhle                   | Dante's Lair               | David Phillips   | Robert Klenner | 2. September 1998     | 10. November 1998     |
| 12. | Das Geheimnis des Steinkreises | Secret of the Stone Circle | Robert Loader    | Robert Klenner | 3. September 1998     | 11. November 1998     |

Zweite Staffel
| Nr. | Titel                          | Originaltitel         | Buch                           | Regie              | Erstausstrahlung (au) | Erstausstrahlung (de) |
| --- | ------------------------------ | --------------------- | ------------------------------ | ------------------ | --------------------- | --------------------- |
| 13. | Geister und Dämonen            | Ghosts and Demons     | Robert Loader                  | Howard Rubie       | 3. Juli 2000          | 11. April 2000        |
| 14. | Ein Dieb in der Nacht          | A Thief in the Night  | Karen Petersen                 | Howard Rubie       | 4. Juli 2000          | 12. April 2000        |
| 15. | Die Stürmer                    | Stormers              | David Phillips                 | Howard Rubie       | 5. Juli 2000          | 13. April 2000        |
| 16. | Dornvogel                      | Thorn Birds           | Jenny Sharp                    | Howard Rubie       | 6. Juli 2000          | 17. April 2000        |
| 17. | Die Stinkerpflanze             | A Snake in the Grass  | Robert Loader                  | Chris Martin-Jones | 7. Juli 2000          | 18. April 2000        |
| 18. | Die Frucht des Guten und Bösen | Curse of Thunder Cove | Karen Petersen                 | Chris Martin-Jones | 7. Juli 2000          | 19. April 2000        |
| 19. | Die Bruderschaft               | The Brotherhood       | David Phillips                 | Howard Rubie       | 10. Juli 2000         | 20. April 2000        |
| 20. | Captain Flints Truhe           | Dead Man's Chest      | Robert Loader                  | Howard Rubie       | 11. Juli 2000         | 25. April 2000        |
| 21. | Hinterlistige Piraten          | Pirate Treachery      | Karen Petersen                 | Chris Martin-Jones | 14. Juli 2000         | 26. April 2000        |
| 22. | Computerspiele                 | Computer Games        | David Phillips                 | Chris Martin-Jones | 14. Juli 2000         | 27. April 2000        |
| 23. | Unbekannte in Gefahr           | Damsel in Distress    | Robert Loader                  | Howard Rubie       | 17. Juli 2000         | 1. Mai 2000           |
| 24. | Dante in Schwierigkeiten       | Dante in Darkness     | Karen Petersen                 | Howard Rubie       | 17. Juli 2000         | 2. Mai 2000           |
| 25. | Captain Flints Fluch           | Flint's Curse         | David Phillips, Karen Petersen | Chris Martin-Jones | 18. Juli 2000         | 3. Mai 2000           |
| 26. | Im Auge des Sturms             | Eye of the Storm      | Robert Loader                  | Chris Martin-Jones | 18. Juli 2000         | 4. Mai 2000           |